# Vanda Gréville
Pour les articles homonymes, voir Gréville.
Vanda Gréville, née Wanda MacEwan à Londres le 10 janvier 1908, morte à Westgate on Sea le 26 décembre 1997, est une actrice britannique.

## Biographie
Elle est l'épouse du réalisateur français Edmond T. Gréville.

## Filmographie
- 1931 : La Fin du monde d'Abel Gance
  - Le Million de René Clair
  - Le Train des suicidés d'Edmond T. Gréville
  - Le Bal de Wilhelm Thiele
  - A Gentleman of Paris (en) de Sinclair Hill
- 1932 : Chouchou poids plume de Robert Bibal
- 1934 : L'Or dans la rue de Kurt Bernhardt
- 1935 : Le Monde où l'on s'ennuie de Jean de Marguenat
  - Le Train d'amour de Pierre Weill
- 1936 : La Garçonne de Jean de Limur
- 1940 : Menaces d'Edmond T. Gréville
- 1943 : Une femme dans la nuit d'Edmond T. Gréville
- 1946 : Faut ce qu'il faut (Monsieur Bibi) de René Pujol
  - La Troisième Dalle de Michel Dulud